# Урожай (фильм, 1992)
«Урожай» (англ. The Harvest) — триллер режиссёра Дэвида Маркони. Премьера фильма состоялась в октябре 1992 года на 28-м международном кинофестивале в Чикаго. В широкий прокат в США кинолента вышла 5 ноября 1993 года.

## Сюжет
Писатель Чарли работает над сценарием и для его завершения отправляется в столицу Мексики. Его сценарий основывается на реальных событиях, а именно на убийстве в городе Мехико. Приехав на место, писатель узнает, что жертвой был маньяк-педофил. Подозрение в убийстве падает на полицейского Виктора Топо.
Позже Чарли знакомится с Натали в баре, они идут купаться, и на берегу океана кто-то нападает на них. От удара по голове Чарли теряет сознание. Придя в себя, он обнаруживает, что у него вырезали почку. Писатель пытается найти преступников и начинает с поисков Натали, поскольку считает, что она имеет отношение к нападению. Полицейский Топо отказывается помочь американцу.

## В ролях
- Мигель Феррер — Чарли Поуп
- Генри Сильва — детектив Топо
- Лейлани Сарель — Натали Кальдвелл
- Энтони Денисон — Ноэл Гузман
- Тим Томерсон — Стив Мобли
- Харви Файерстин — Боб Лакин
- Джордж Клуни — трансвестит

## Съёмочная группа
- Режиссёр: Дэвид Маркони
- Автор сценария: Дэвид Маркони
- Продюсер: Джейсон Кларк
- Помощник продюсера: Тамми Эпана, Морган Мэйсон
- Исполнительный продюсер: Дэвид Джексон
- Оператор: Эммануэль Любецки